# 千里さと美
千里 さと美（せんり　さとみ、1989年3月10日 - ）は、魚座のO型、東京都出身のタレント、女優、リポーター、声優。ホワイトプロモーション所属。愛称は「センリー」、「さとみん」。
AKB48劇場にある48's Cafeの元カフェ娘。元制服向上委員会レッスン生。

## 略歴
- 2007年、制服向上委員会レッスン生時は早乙女里美の名前で活動。
- 2008年、本名の清水里美で4人組ダンスボーカルユニットUni-sissで活動していた。
- 2009年、オリオンズベルトに所属し、千里さとみに改名。
- 2010年、ホワイトプロモーションに所属し、現在の千里さと美に改名。

## 人物
- 性格は、負けず嫌いでチャレンジ精神旺盛。きれい好き。
- チャームポイントは、左あばら下のホクロと鎖骨のホクロ。
- 尊敬するアーティストは安室奈美恵。よく公式ブログで安室奈美恵好きを公言している。また公言するときには、安室様と言っているほど。
- 趣味はカラオケと料理と掃除。
- 特技はダンス、歌、体がやわらかい、激辛料理を食べること。
- 自慢なことは、食べ物の好き嫌いがひとつもないこと。
- ダンス歴は、7年ほど。
- うさぎのキャラクターが大好き。
- 好きなアニメはふしぎ遊戯、美少女戦士セーラームーン、幻想魔伝 最遊記

## 出演

### 雑誌
- 増刊大衆(2010年)

### TV
- AKiBAっテキ!（2008年、エンタ!371）
- キズナ食堂（2009年、TBS）
- Fresh!撮影会通信#1（2010年、エンタ!371）

### リポーター
- 心霊ドキュメント　呪われた土地惨劇霊界現象!(2010年、ジェイ・ブイ・ディー)
- 心霊ドキュメント　信じられない戦慄叫喚現象!(2010年、ジェイ・ブイ・ディー)

### 吹き替え
- トレジャーゾンビ　蘇るテンプル騎士団の亡霊(KC) (2010年、ジェイ・ブイ・ディー)
- プリズンアイランド　残虐非道女刑務所(ティミー) (2010年、ジェイ・ブイ・ディー)

### Vシネマ
- パラノーマル サイキック(2010年、ジェイ・ブイ・ディー)

### ラジオ
- 「アントニオ小猪木の小元気ですか～っ!?」ゲスト(2010年)

### インターネット番組
- D.J.R TV(2008年)

### WEB
- タレントコレクション(2008年)
- 日刊ゲンダイ＠失礼しますamebaVision(2008年)
- オンラインゲーム「アトランティカ」TROYGIRLS(2010年)
- 目覚まし彼女(2010年)

### 新聞
- 日刊ゲンダイ＠失礼します(2008年)